# ونوس چنگ می‌نوازد
دیمین چنگ می نوازد (به انگلیسی: Damian plays the Harp) یا دیمین چنگ نواز (همچنین با عنوان دیمین عالی می‌نوازد شناخته می‌شود) یک نقاشی از جووانی لانفرانکو، نقاش باروک ایتالیایی است و در گالری ملی هنر باستانی رم قرار دارد.

## شرح
این اثر توسط جووانی لانفرانکو قبل از عزیمت وی در سال ۱۶۳۴ به ناپل نقاشی شده‌است. این نقاشی برای موسیقی دان مارکو ماراتسولی ساخته شده‌است، هم چنین به دلیل مهارتش در نواختن این ساز، مارکو دل آراپا (مارک چنگ نواز) نامیده می‌شد. زن نیمه برهنه ای در حال ساز نواختن در نقاشی که همان ونوس است، آمورتی در پس زمینه، مشخص می‌شود. زنبورهای حکاکی شده بر روی چنگ چوبی آن را متعلق به خاندان باربرینی معرفی می‌کنند. این ساز در موزه سازهای موسیقی در رم در معرض نمایش است. مارازولی پس از مرگش، آن را به حامی اش کاردینال آنتونیو باربرینی اهدا نمود.